# Yellow Cup 2009
Der Yellow Cup ⅩⅩⅩⅦ (2009) in der Schweizer Stadt Winterthur war der 37. Yellow Cup.

## Modus
In dieser Austragung spielten 4 Mannschaften im Modus «Jeder gegen jeden» mit je einem Spiel um den Cup. Bei Punktgleichheit entschied die bessere Tordifferenz. Danach die Zahl der geschossenen Tore.

## Resultate

### Rangliste
| Pl. | Land           | Sp. | S | U | N | Tore    | Diff. | Punkte |
| --- | -------------- | --- | - | - | - | ------- | ----- | ------ |
| 1.  | Nordmazedonien | 3   | 2 | 1 | 0 | 096:840 | +12   | 5      |
| 2.  | Schweiz        | 3   | 2 | 1 | 0 | 087:750 | +12   | 5      |
| 3.  | Saudi-Arabien  | 3   | 1 | 0 | 2 | 079:770 | +2    | 2      |
| 4.  | Türkei         | 3   | 0 | 0 | 3 | 068:950 | −27   | 0      |

### Spiele der Schweiz
| 2. Januar 2009 20:00 Uhr | Schweiz                  | 31 : 20      | Türkei | Eulachhalle |
| 2. Januar 2009 20:00 Uhr | meiste Tore: Liniger (9) | (16 : 8)     |        | Eulachhalle |
| 2. Januar 2009 20:00 Uhr | Strafen: 2× 5×           | Spielbericht |        | Eulachhalle |

| 3. Januar 2009 20:45 Uhr | Schweiz                                     | 25 : 24      | Saudi-Arabien | Eulachhalle |
| 3. Januar 2009 20:45 Uhr | meiste Tore: Graubner, Liniger & Schmid (5) | (11 : 14)    |               | Eulachhalle |
| 3. Januar 2009 20:45 Uhr | Strafen: 2× 4×                              | Spielbericht |               | Eulachhalle |

| 4. Januar 2009 15:00 Uhr | Schweiz                  | 31 : 31      | Tunesien | Eulachhalle |
| 4. Januar 2009 15:00 Uhr | meiste Tore: Schmid (10) | (16 : 13)    |          | Eulachhalle |
| 4. Januar 2009 15:00 Uhr | Strafen: 2× 5×           | Spielbericht |          | Eulachhalle |

## Torschützenliste
Bei gleicher Anzahl von Treffern sind die Spieler alphabetisch geordnet.
| Pl. | Spieler         | Land           | Tore |
| --- | --------------- | -------------- | ---- |
| 1.  | Kiril Lazarov   | Nordmazedonien | 22   |
| 2.  | Mustafa Alhabib | Saudi-Arabien  | 21   |
| 3.  | Andy Schmid     | Schweiz        | 19   |
| 4.  | Manuel Liniger  | Schweiz        | 17   |
| 5.  | Bandar Alharbi  | Saudi-Arabien  | 15   |
| 5.  | David Graubner  | Schweiz        | 15   |

## Auszeichnungen
| Auszeichnung          | Spieler                        | Land           |
| --------------------- | ------------------------------ | -------------- |
| Attraktivster Spieler | Manuel Liniger                 | Schweiz        |
| Bester Torhüter       | lsaeed Manaf                   | Saudi-Arabien  |
| Fairnesspreis         | -                              | Nordmazedonien |
| Beste Schiedsrichter  | Andrei Gousko / Siarhei Repkin | Belarus        |
| Publikumspreis        | -                              | Saudi-Arabien  |
| Besondere Verdienste  | Ernst Moser / Heinz Hartmann   | Schweiz        |

## Junioren

### U21
| 2. Januar 2009 16:15 Uhr | Schweiz U21               | 39 : 25      | Slowakische U21 | Eulachhalle |
| 2. Januar 2009 16:15 Uhr | meiste Tore: Willisch (9) | (21 : 13)    |                 | Eulachhalle |
| 2. Januar 2009 16:15 Uhr | Strafen: 3×               | Spielbericht |                 | Eulachhalle |

| 3. Januar 2009 14:30 Uhr | Schweiz U21              | 36 : 33      | Slowakische U21 | Eulachhalle |
| 3. Januar 2009 14:30 Uhr | meiste Tore: Svajlen (9) | (18 : 18)    |                 | Eulachhalle |
| 3. Januar 2009 14:30 Uhr | Strafen: 3× 5×           | Spielbericht |                 | Eulachhalle |

| 4. Januar 2009 11:30 Uhr | Schweiz U21              | 41 : 18      | Slowakische U21 | Eulachhalle |
| 4. Januar 2009 11:30 Uhr | meiste Tore: Stalder (7) | (22 : 11)    |                 | Eulachhalle |
| 4. Januar 2009 11:30 Uhr | Strafen: 4× 7×           | Spielbericht |                 | Eulachhalle |

### U19
| 2. Januar 2009 14:30 Uhr | Schweiz U19                  | 24 : 28      | Slowakische U19 | Eulachhalle Zuschauer: 1'200 |
| 2. Januar 2009 14:30 Uhr | meiste Tore: Baumgartner (5) | (11 : 14)    |                 | Eulachhalle Zuschauer: 1'200 |
| 2. Januar 2009 14:30 Uhr | Strafen: 2× 4×               | Spielbericht |                 | Eulachhalle Zuschauer: 1'200 |

| 3. Januar 2009 16:15 Uhr | Schweiz U19               | 32 : 30      | Slowakische U19 | Eulachhalle |
| 3. Januar 2009 16:15 Uhr | meiste Tore: Kaufmann (8) | (14 : 17)    |                 | Eulachhalle |
| 3. Januar 2009 16:15 Uhr | Strafen: 3× 5×            | Spielbericht |                 | Eulachhalle |

| 4. Januar 2009 10:00 Uhr | Schweiz U19                   | 31 : 23      | Slowakische U19 | Eulachhalle Zuschauer: 500 |
| 4. Januar 2009 10:00 Uhr | meiste Tore: Baumgartner (13) | (14 : 17)    |                 | Eulachhalle Zuschauer: 500 |
| 4. Januar 2009 10:00 Uhr | Strafen: 3× 4×                | Spielbericht |                 | Eulachhalle Zuschauer: 500 |